# Noriaki Fujimoto
Noriaki Fujimoto (født 19. august 1989) er en japansk fodboldspiller, som spiller for den japanske fodboldklub Oita Trinita.